# Reino Unido en los Juegos Olímpicos de Sankt Moritz 1928
El Reino Unido estuvo representado en los Juegos Olímpicos de Sankt Moritz 1928 por un total de 32 deportistas que compitieron en 5 deportes.  

## Medallistas
El equipo olímpico británico obtuvo las siguientes medallas:
| Nombre         | Deporte  | Competición  |
| -------------- | -------- | ------------ |
| Oro            |          |              |
| —              |          |              |
| Plata          |          |              |
| —              |          |              |
| Bronce         |          |              |
| David Carnegie | Skeleton | Individual M |